# Сиелис, Гиоргос
Гиоргос Сиелис (греч. Γιώργος Σιέλης; 23 октября 1986, Пафос, Кипр) — кипрский футболист, полузащитник.

## Биография
Родился в 1986 году в кипрском городе Пафос. Гиоргос был старшим из трёх братьев-футболистов, его младшие братья Валентинос (р. 1990) и Христос (р. 2000) выступали за сборную Кипра.
В юношеские годы Гиоргос прошёл через академии нескольких английских клубов, включая «Чарльтон Атлетик». На профессиональном уровне дебютировал в сезоне 2007/08 в клубе второй лиги Греции «Хайдари», за который сыграл 14 матчей. В 2008 году Сиелис вернулся на Кипр, где провёл почти всю карьеру, выступая за клубы высшей и первой лиги Кипра. В 2018 году он переехал в Австралию, где играл за клуб низших лиг «Ричмонд».